# Angara
Pour les articles homonymes, voir Angara (homonymie).
L'Angara (en russe : Ангара) est une rivière de Sibérie, en Russie. Elle est l'unique émissaire du lac Baïkal et coule dans l'oblast d'Irkoutsk, puis dans le kraï de Krasnoïarsk, en Sibérie orientale. C'est un affluent de l'Ienisseï en rive droite.
L'Angara est la seule rivière issue du lac Baïkal alors que celui-ci reçoit 336 cours d'eau. En aval de son confluent avec la rivière Ilim, l'Angara était autrefois connue sous le nom de Toungouska Supérieure (en russe : Верхняя Тунгуска, Verkhniaïa Toungouska).

## Description
Après avoir quitté le lac au niveau de Listvianka et de Port Baïkal, l'Angara s'écoule vers le nord en arrosant les villes d'Irkoutsk et de Bratsk, puis s'oriente vers l'ouest après avoir reçu les eaux de l'Ilim, et se jette dans l'Ienisseï à hauteur de Strelka. Sa longueur est de 1 779 km.
Le bassin versant a une surface de 1 039 000 km2 (pratiquement deux fois celle de la France).
Les eaux sont prises dans les glaces à compter de début novembre jusqu'à mi-mai. Les hautes eaux ont lieu au moment du dégel.

## L'Angara Supérieure
L'Angara Supérieure (Verkhniaïa Angara) est une autre rivière qui naît dans les monts de Nertchinsk, partie des monts Stanovoï, et se jette dans le lac Baïkal après un cours de 438 kilomètres.

## Affluents et sous-affluents
Les principaux affluents sont (d'amont en aval) : 
- Selenga (se jette dans le lac Baïkal) (447 000 km2, 1 024 km, 951 m3/s)
- Angara Supérieure qui se jette dans le lac Baïkal (20 600 km2, 438 km, 260 m3/s)
- Bargouzine qui se jette dans le lac Baïkal (21 100 km2, 480 km, 130 m3/s)
- Snejnaïa qui se jette dans le lac Baïkal (3 020 km2, 173 km, 48 m3/s)
- Irkout se jette dans l'Angara au cœur de la ville d'Irkoutsk (15 000 km2, 488 km, 138 m3/s)
- Kitoï se jette dans l'Angara à Angarsk (9 190 km2, 316 km, 118 m3/s)
- Bolchaïa Belaïa se jette dans l'Angara (18 000 km2, 359 km, 176 m3/s)
- Iia (se jette dans le réservoir de Bratsk) (18 100 km2, 512 km, 185 m3/s)
- Oka (se jette dans le réservoir de Bratsk) (34 000 km2, 630 km, 270 m3/s)
- Ilim (30 300 km2, 589 km, 139 m3/s)
- Kata (7 950 km2, 46 m3/s)
- Tchadobets (19 700 km2, 647 km, 63 m3/s)
- Irkineïeva (13 600 km2, 363 km, 60 m3/s)
- Tasseïeva (128 000 km2, 1 319 km, 740 m3/s) qui rejoint l'Angara à son cours inférieur
  - Tchouna (ou Ouda) (56 800 km2, 1 203 km, 300 m3/s)
  - Birioussa (ou Ona) (55 800 km2, 1 012 km, 370 m3/s)
- Tatarka (1 880 km2, 22 m3/s)

## Hydrométrie

### Les débits mensuels à Tatarka

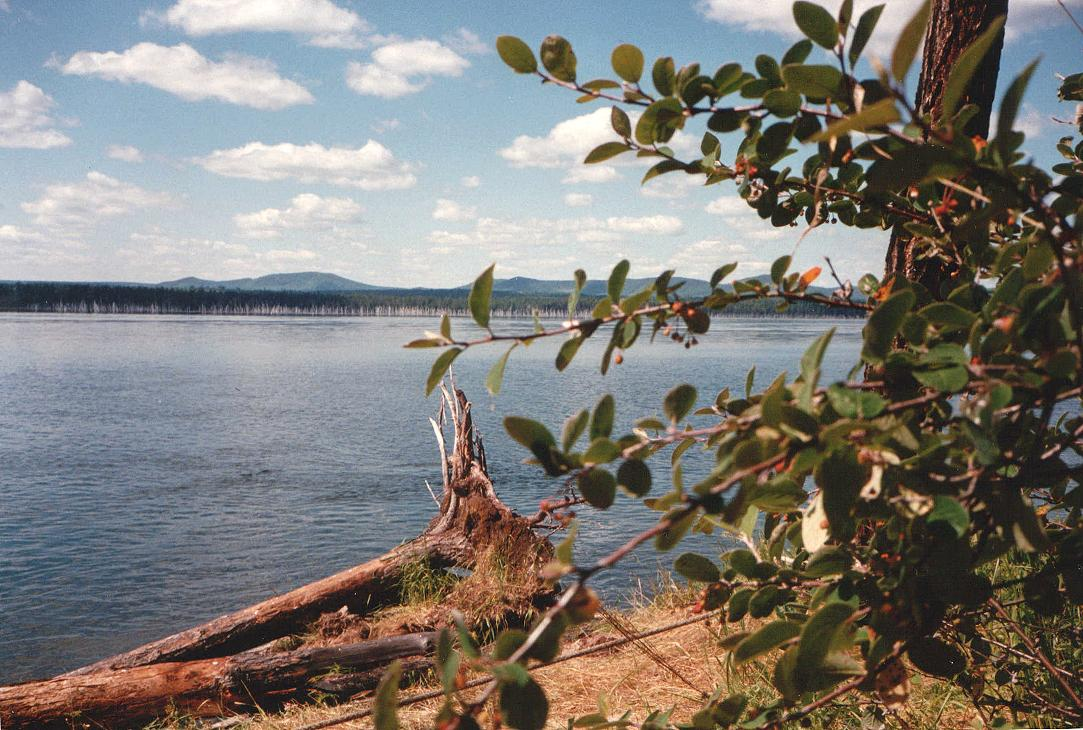
L'Angara près de Bratsk

L'Angara est un cours d'eau très puissant et assez régulier. Son débit a été observé pendant 47 ans (entre 1953-1999) à Tatarka, localité située à quelque 30 kilomètres en amont de son confluent avec l'Ienisseï . 
À Tatarka, le débit inter annuel moyen ou module observé sur cette période était de 4 518 m3/s pour une surface de drainage de 1 040 000 km2, soit la quasi-totalité du bassin versant de la rivière.
La lame d'eau écoulée dans ce bassin versant se monte ainsi à 137 millimètres par an, ce qui pourrait être considéré comme assez modéré voire médiocre. Ce chiffre n'est cependant guère représentatif, car il inclut l'énorme bassin de la Selenga qui constitue quelque 43 % des 1 040 000 km2 de la surface de drainage prise en compte, et qui est en grande partie désertique. En éliminant le bassin de la Selenga, la lame d'eau observée dans le bassin de l'Angara au niveau de Tatarka se monte dès lors à 213 millimètres, ce qui peut être qualifié d'assez élevé dans le contexte sibérien.
Rivière alimentée en partie par la fonte des neiges, l'Angara est un cours d'eau de régime nivo-pluvial complexe qui présente deux saisons. 
Les hautes eaux se déroulent du printemps au début de l'automne, du mois de mai au mois de septembre, avec un pic en mai correspondant au dégel et à la fonte des neiges de son bassin. De juin à septembre le débit reste très soutenu. Au mois d'octobre, le débit de la rivière baisse rapidement, ce qui mène à la période des basses eaux. Celle-ci a lieu de novembre à avril inclus et correspond à la longue période d'hiver et de fortes gelées qui s'étend sur l'ensemble du bassin. Mais la rivière conserve généralement durant la période des basses eaux un débit fort appréciable. 
Le débit moyen mensuel observé en novembre (minimum d'étiage) est de 2 784 m3/s, soit 29,8 % du débit moyen du mois de mai (9 350 m3/s), ce qui témoigne de la faible amplitude des variations saisonnières. Sur la durée d'observation de 47 ans, le débit mensuel minimal a été de 920 m3/s (novembre 1961), tandis que le débit mensuel maximal s'élevait à 12 600 m3/s (mai 1966).

### Évolution du débit au long du parcours
| Station            | Kilométrage | Mesures enregistrées en m3/s | Mesures enregistrées en m3/s | Mesures enregistrées en m3/s | Mesures enregistrées en m3/s | Mesures enregistrées en m3/s | Mesures enregistrées en m3/s | Mesures enregistrées en m3/s | Commentaire          |
| Station            | Kilométrage | Module en m3/s               | --                           | Débit mensuel minimum        | mois                         | --                           | Débit mensuel maximum        | mois                         | Commentaire          |
| ------------------ | ----------- | ---------------------------- | ---------------------------- | ---------------------------- | ---------------------------- | ---------------------------- | ---------------------------- | ---------------------------- | -------------------- |
| Barrage d'Irkoutsk | 1717        | 1863,00                      |                              | 1697,00                      | mai                          |                              | 2044,00                      | novembre                     | sortie du lac Baikal |
| Barrage de Bratsk  | -           | 2814,00                      |                              | 2443,00                      | mai                          |                              | 3100,00                      | septembre                    |                      |
| Bogoutchany        | 316         | 3500,00                      |                              | 2371,00                      | novembre                     |                              | 6029,00                      | mai                          |                      |
| Tatarka            | 30          | 4518,00                      |                              | 2784,00                      | novembre                     |                              | 9350,00                      | mai                          |                      |

Attention : les débits mensuels au niveau d'Irkoutsk et de Bratsk sont artificialisés par les barrages. Les modules sont par contre naturels et donc corrects.

## Équipement hydro-électrique
L'Angara a été équipée de quatre grands barrages hydro-électriques, qui figurent tous parmi les plus importants de Russie. On trouve, de l'amont vers l'aval : 
- le barrage d'Irkoutsk (660 MW), situé aux limites de la ville du même nom, à environ 50 km du lac Baïkal.

- le barrage de Bratsk (4 500 MW), dont le lac de retenue associé est, en 2020, le sixième au monde par la superficie (5 470 km2). Ce barrage fournit en moyenne 22,6 TWh par an.

- le barrage d'Oust-Ilimsk (4 320 MW), formant le lac-réservoir du même nom, d'une superficie de 1,873 km2.

- le barrage de Bogoutchany, à Kodinsk (3 000 MW), formant un lac-réservoir de 2 326 km2 [2]. Il s'agit de l'ouvrage le plus récent : la livraison complète a eu lieu en 2015 [3]. Sa production électrique moyenne devrait avoisiner 17,6 TWh par an.

## Navigation

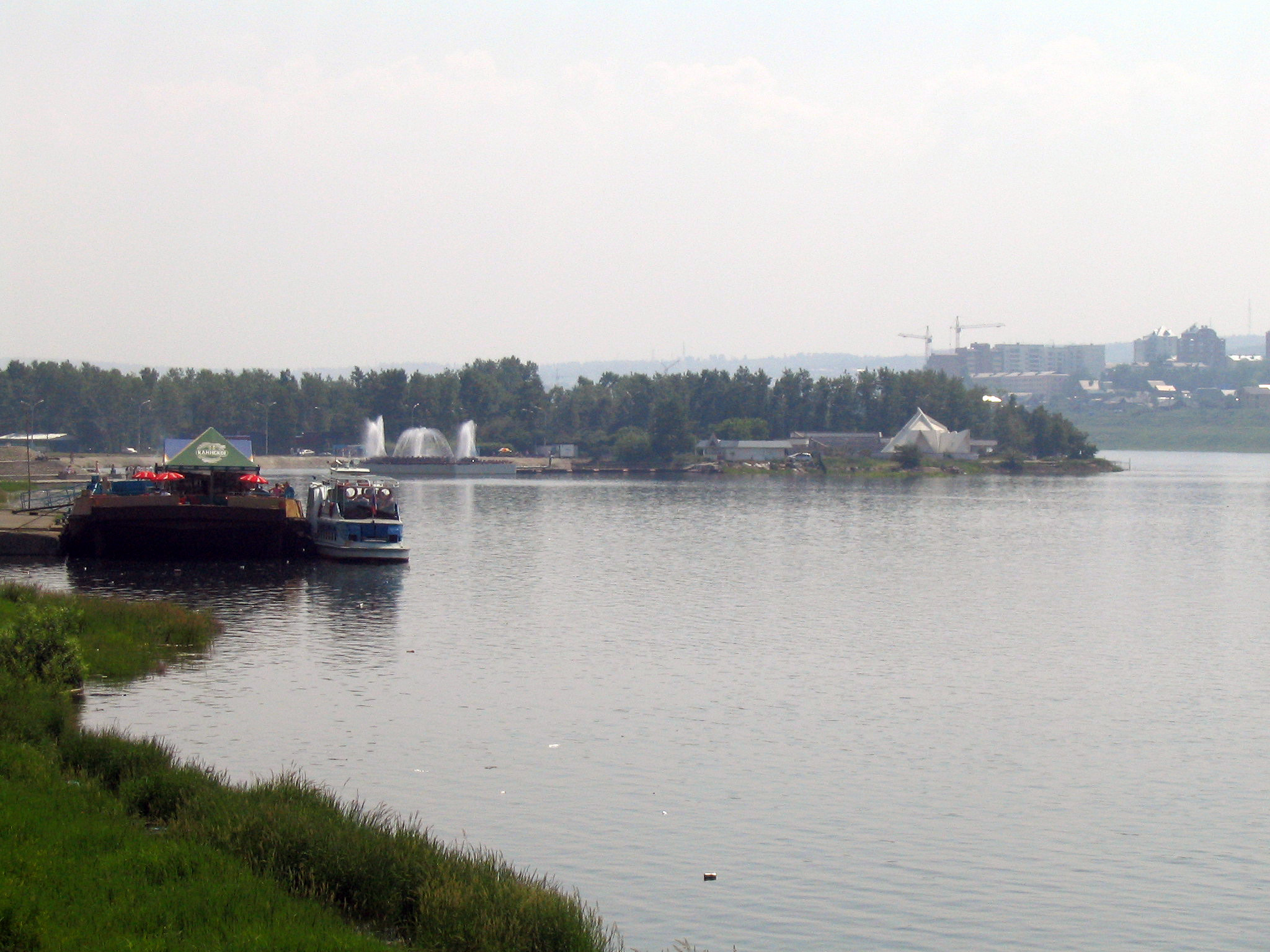
L'Angara à Irkoutsk

L'Angara est navigable sur certaines parties de son cours, correspondant notamment aux sections inondées par les barrages ,,:
- du lac Baïkal à Irkoutsk,
- d'Irkoutsk à Bratsk,
- sur le lac de barrage d'Oust-Ilimsk,
- sur le lac de barrage de Bogoutchany,
- du pied du barrage de Bogoutchany (Kodinsk) au confluent avec l'Ienisseï.

Néanmoins, la navigation continue entre le lac Baïkal et le fleuve Ienisseï reste impossible, car aucun des quatre barrages de la rivière n'est équipé d'écluses ou d'ascenseur à bateaux.

## Galerie

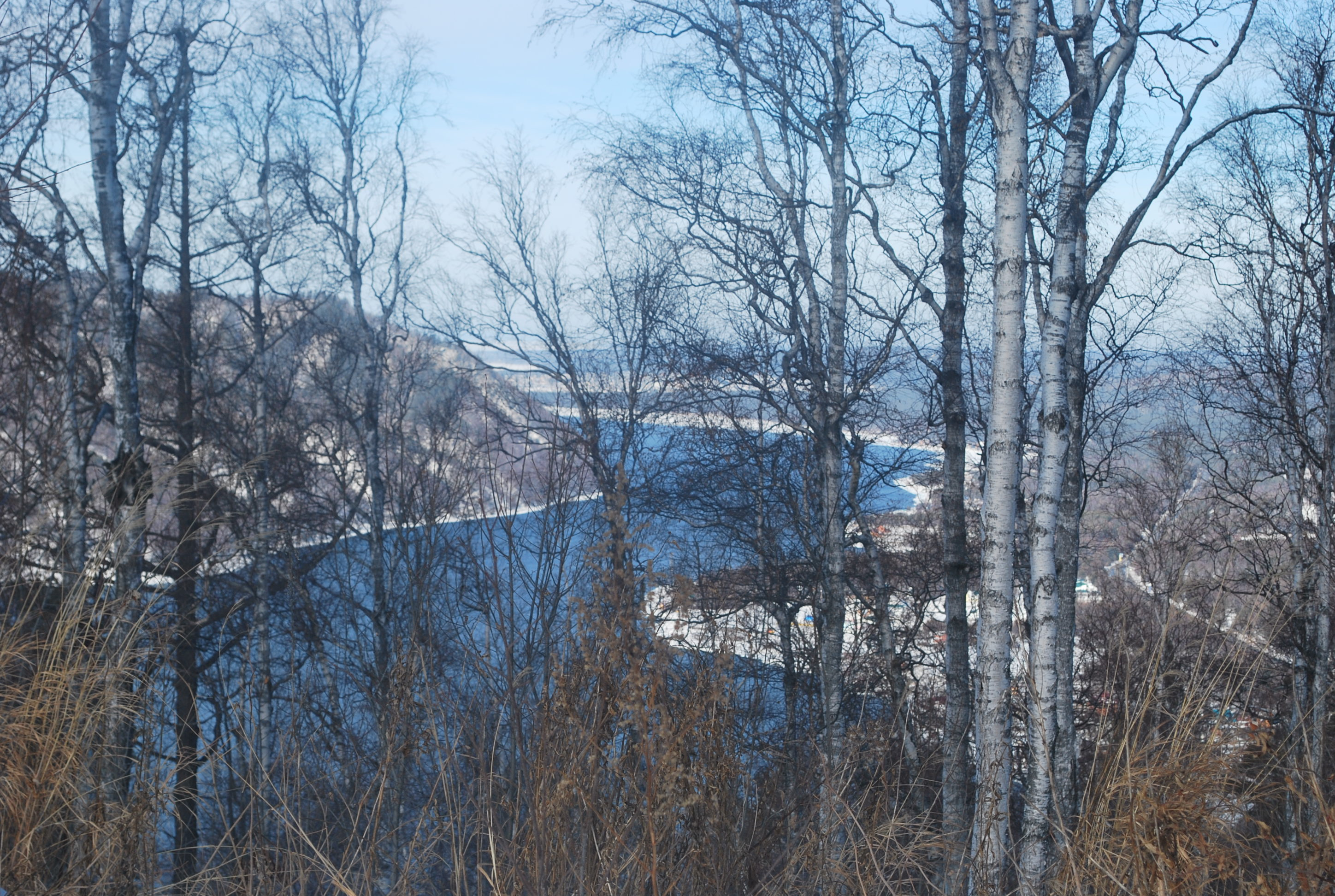
Film : L'Angara à sa sortie du lac Baikal
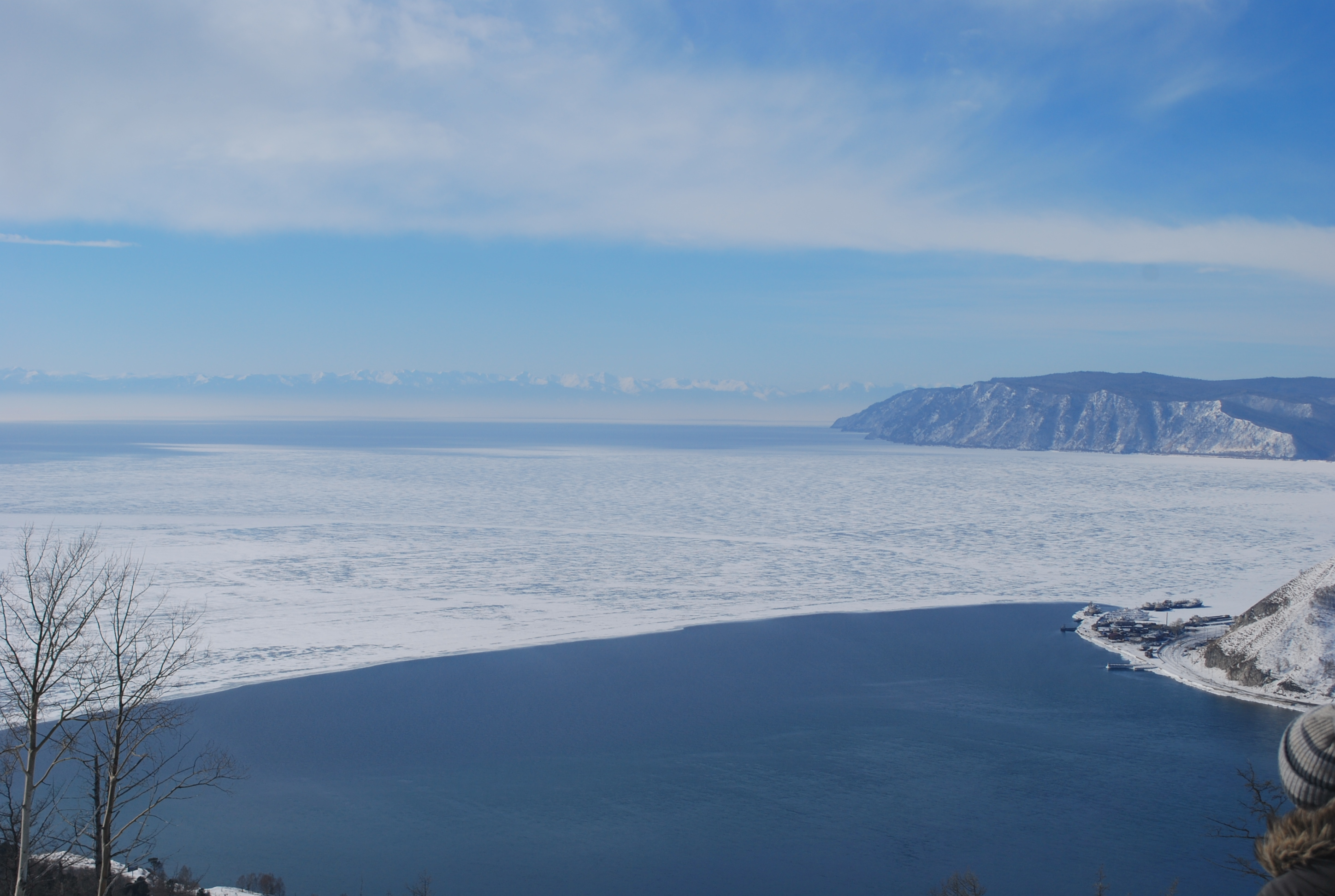
L'Angara au lac Baikal en Hiver
- L'Angara au lac Baikal